# Ricardo Carvalho
Ricardo Alberto Silveira de Carvalho (født 18. maj 1978) er en portugisisk fodboldspiller (central forsvar). Han spiller i Shanghai SIPG F.C. Carvalho har tidligere spillet for Chelsea, Real Madrid og FC Porto. Carvalho blev ved sit skifte til Real Madrid i 2010 genforenet med træneren José Mourinho fra sin tid i både Porto og Chelsea.
Ricardo Carvalho var bl.a. med til UEFA Champions League finalen mod Manchester United 2003 for FC Porto, og da klubben det følgende år vandt Champions League. Han har repræsenteret det portugisiske landshold ved adskillige slutrunder.